# 慕容白曜
慕容 白曜（ぼよう はくよう、? - 470年）は、北魏の軍人。本貫は昌黎郡棘城県。前燕の文明帝慕容皝の玄孫にあたる。

## 経歴
高都侯慕容琚の子として生まれた。若くして中書吏となり、東宮に給事した。文成帝が即位すると、北部下大夫の位を受けた。高都侯の爵位を嗣ぎ、北部尚書に転じた。職務にあっては、法に従って勝手なことをしなかったため、文成帝に厚遇された。文成帝が死去すると、乙渾とともに朝政を執って、尚書右僕射に転じ、南郷公の爵位に進み、安南将軍の号を加えられた。
466年（天安元年）、南朝宋の徐州刺史の薛安都や兗州刺史の畢衆敬らが北魏に帰順すると、北魏の鎮南大将軍の尉元や鎮東将軍の孔伯恭らが軍を率いて対応に向かった。南朝宋の東平郡太守の申纂が無塩に駐屯し、并州刺史の房崇吉が升城に駐屯して、魏軍をはばんだ。
467年（皇興元年）、白曜は使持節・都督諸軍事・征南大将軍の任を加えられ、上党公に封じられて、碻磝に駐屯し、諸軍の後詰めをつとめた。白曜は申纂のいる無塩城を攻撃し、その東郭を落とした。その夜に申纂が逃走すると、白曜は兵を派遣して追って捕らえた。先だって南朝宋の青州刺史の沈文秀や冀州刺史の崔道固らが北魏に帰順していたが、南朝宋の明帝の招慰を受けて、南朝宋に復帰していた。白曜は無塩を落とすと、転進して肥城を攻撃しようとした。酈範の進言を容れて、攻撃の前に書状を送ると、南朝宋の肥城守将は城を捨てて逃走した。肥城に入ると、南朝宋の垣苗戍・麋溝戍がまだ抗戦していたため、白曜は1000騎あまりで麋溝戍を襲撃して落とし、次いで垣苗戍を攻撃して陥落させた。わずかの間に4城を抜いたため、白曜の兵威は斉土に轟いた。房崇吉が升城で抵抗していたため、白曜は城を襲って数百人を殺すと、房崇吉は夜間に逃走した。白曜は城民を慰撫し、殺戮をいましめたため、新帰の民衆の支持を受けた。房崇吉の母や妻を捕らえると、彼女らを礼遇した。
南朝宋の将軍の呉喜が数万の兵を率いて彭城を奪回しようと図ったため、尉元が上表して援軍を求め、白曜は献文帝の命を受けて南進した。白曜が瑕丘に到達すると、泗水が氾濫して進軍できなかった。呉喜が撤退したため、白曜は瑕丘にとどまった。房崇吉とその従弟の房法寿が南朝宋の盤陽城を占拠して白曜に引き渡し、代わりに母や妻の身柄を取り戻した。白曜は瑕丘から将軍の長孫観らを派遣し、盤陽城に入らせると、周辺の諸県は北魏に降った。
北魏の平東将軍の長孫寿と寧東将軍の尉眷が南朝宋の青州の置かれた東陽を攻撃すると、白曜はこれに呼応して瑕丘から南朝宋の冀州の置かれた歴城へと進攻した。白曜は歴城の崔道固のもとに書状を送って、降伏を勧めた。崔道固は歴城を固く守って降らなかったので、白曜は長大な包囲網を築いて攻め立てた。長孫寿らが青州に入ると、沈文秀は使者を派遣して降伏の意を伝えたが、北魏兵が東陽城の西郭に入って略奪を始めたため、沈文秀は意を翻して、籠城防戦に転じた。468年（皇興2年）、南朝宋の冀州刺史の崔道固と兗州刺史・梁鄒守将の劉休賓がそろって降伏した。白曜はふたりを礼遇して、平城に送り届けた。また歴城と梁鄒の城民を平城の西北に移し、平斉郡が置かれると、懐寧県と帰安県に居住させた。
白曜は東陽に進軍して攻撃し、冬にその西郭を落とした。469年（皇興3年）1月、東陽を落とし、沈文秀を捕らえた。落城の日に沈文秀と面会したが、沈文秀が拝礼しようとしなかったため、怒って鞭を振るい、これにより非難を受けた。2月、功績により使持節・都督青斉東徐三州諸軍事・開府儀同三司・青州刺史に任じられ、済南王に封じられた。
470年（皇興4年）10月、かつて乙渾の政権に協力した責任を追及されて、処刑された。反乱計画があったともいうが、当時の世論はこれを濡れ衣とみなした。末子の慕容真安は、このとき11歳であったが、家人が止めるのも聞かず、自縊して果てた。太和年間に著作佐郎の成淹が孝文帝に上表して、白曜の名誉は回復された。

## 伝記資料
- 『魏書』巻50 列伝第38
- 『北史』巻25 列伝第13